# Hagener Impuls
Der Hagener Impuls bezeichnet einen Abschnitt in der Geschichte der Stadt Hagen zu Beginn des 20. Jahrhunderts, in dem sie Ort und Schauplatz für eine im
internationalen Maßstab wichtige Entwicklung war. Der Begriff wurde zurückblickend im Jahre 1972 vom Kunsthistoriker Nic Tummers geprägt. 
In den Jahren zwischen 1900 und 1921 betätigte sich der Hagener Karl Ernst Osthaus in seiner Heimatstadt als Mäzen, Vermittler und Organisator einer Vision, „die Schönheit wieder zur herrschenden Macht im Leben“ werden zu lassen. 
In diesen Jahren war Hagen europaweit eines der wichtigsten Zentren für die Reformbewegung vor dem Ersten Weltkrieg, die sich gegen die verkrusteten Strukturen des Wilhelminismus wendete. Äußeres Zeichen dieser Reformbewegung war der so genannte Jugendstil, der sich über Henry van de Velde auch in Deutschland durchsetzen konnte. Hagen war einer der ersten Orte in Deutschland mit Bauten im Jugendstil und die Stadt, in der seine Weiterentwicklung in ‚sachliche‘ Gestaltungsformen betrieben wurde, die dann später – nach dem Ersten Weltkrieg – im Weimarer und Dessauer Bauhaus zur Blüte kamen. 
Der besondere Charakter des Hagener Impulses bestand darin, dass er nicht als eine überschaubare Enklave geplant wurde, sondern sich Osthaus’ Versuch der Umgestaltung des gesellschaftlichen Lebens durch Kunst auf die soziale Realität einer ganzen Industriestadt, seiner Heimatstadt Hagen, bezog. 

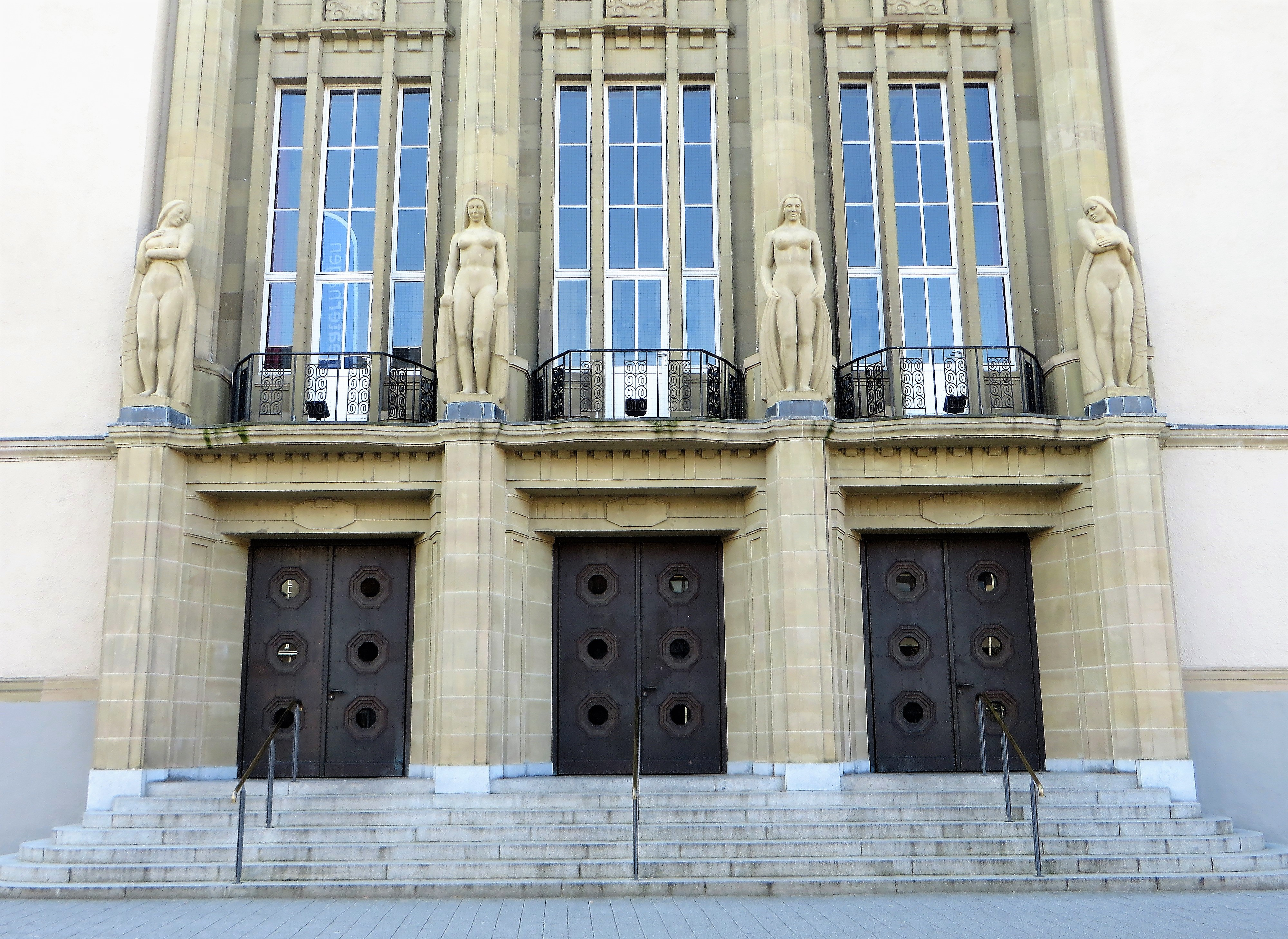
Figuren von Milly Steger (1911) am Hagener Stadttheater

Die wichtigsten Zeugen des Hagener Impulses sind:
- Karl-Ernst-Osthaus-Museum (1902, 1975, 1992)
- Hohenhof (1906–1908)
- Künstlerkolonie Gartenstadt Hohenhagen Am Stirnband (1910–1914)
- Villa Cuno (1910)
- Arbeitersiedlung Walddorfstraße (1907–1912)
- Krematorium Hagen-Delstern (1907)
- Farbverglasung im Hagener Hauptbahnhof (1911–1912)
- Figuren an der Hauptfassade des Stadttheaters (1911)
- Bürogebäude der Spedition Lehnkering (1911) (heute genutzt durch die Firma Schenker)

Viele im Hagener Impuls entstandenen Gebäude zählen heute zur Route der Industriekultur, speziell zur Themenroute Industriekultur an Volme und Ennepe. Die Themenroute Route Industriekultur und Bauhaus beleuchtet den Zusammenhang zwischen Hagener Impuls und Bauhaus. Unter dem programmatischen Signum Hagener Impuls 2008 (2008 und folgende) etablieren sich in Hagen gegenwärtig einige neue Bauprojekte, die bestrebt sind, Kernanliegen des historischen Ansatzes in einer Region mit stark rückläufiger Einwohnerzahl aufzugreifen und auf den Mietwohnungsbau zu übertragen. 
Andere Reforminitiativen aus dieser Zeit waren:
- Monte Verità bei Ascona (ab 1900)
- Darmstädter Künstlerkolonie auf der Mathildenhöhe in Darmstadt (1901)
- Deutscher Werkbund (1907)
- Siedlung Hellerau bei Dresden (1908)
- Bauhaus (1919)
- Weißenhofsiedlung in Stuttgart (1927)